# 500 Milhas de Indianápolis de 2025
A 109ª edição das 500 Milhas de Indianápolis (creditada oficialmente como "109th Running of the Indianapolis 500 presented by Gainbridge") foi a sexta etapa do calendário de corridas da temporada de 2025 da IndyCar Series, disputada no dia 25 de maio no Indianapolis Motor Speedway, localizado na cidade de Speedway, em Indiana. A cantora Natalie Grant interpretou o hino nacional norte-americano, enquanto "Back Home Again In Indiana" foi intepretada pela 9ª edição seguida pelo tenor Jim Cornelison.
Pela sexta vez consecutiva, a ordem de largada foi dada por Roger Penske. O pace-car foi um Chevrolet Corvette ZR1, dirigido pelo ex-jogador de futebol americano, apresentador e comentarista Michael Strahan. Aaron Likens, portador de síndrome de Asperger, deu novamente a largada da prova, enquanto Casey Foyt, coproprietária do Indianapolis Colts e esposa do ex-piloto A. J. Foyt IV, foi quem deu o inicío honorário.
Estreante na categoria e sem experiência em circuitos ovais, o israelense Robert Shwartzman, da Prema Racing, conquistou a pole-position e tornou-se o primeiro novato a conquistar o feito desde 1983, quando Teo Fabi largou na primeira posição. Álex Palou, da Chip Ganassi Racing, venceu a prova após liderar 13 voltas e superar o sueco Marcus Ericsson (Andretti Global), vencedor da edição de 2022. David Malukas, da A. J. Foyt Racing, completou o pódio. Foi também a primeira vitória de Palou em circuitos ovais na IndyCar e também a primeira de um piloto espanhol nas 500 Milhas. No dia seguinte, Ericsson, Kyle Kirkwood e Callum Ilott foram penalizados com a perda das posições obtidas na prova por irregularidades em seus carros, promovendo Malukas para o segundo lugar e o mexicano Patricio O'Ward para terceiro.
Josef Newgarden, bicampeão da corrida em 2023 e 2024 (ultrapassando o mexicano Patricio O'Ward na última volta) e que tentava ser o primeiro piloto tricampeão das 500 Milhas de forma consecutiva, abandonou com problemas mecânicos na volta 134, enquanto o brasileiro Hélio Castroneves (inscrito apenas para a prova e que tentava vencê-la pela quinta vez), havia terminado em 13º lugar após fazer uma parada extra na última volta, e com as punições a Kirkwood e Ilott, foi classificado na décima posição. Scott Dixon, vencedor da prova em 2008 e que tornava-se o piloto com mais largadas na IndyCar (408, somando CART e IRL), foi o último dos 23 pilotos que terminaram a corrida, a 3 voltas de Palou, enquanto Scott McLaughlin, que largaria em 10º, abandonou após bater na volta de apresentação. Entre os novatos, Louis Foster (Rahal Letterman Lanigan Racing) foi o melhor colocado (15º, último a ficar na mesma volta do vencedor, e promovido a 12º após as desclassificações).

## Pilotos inscritos
Além dos 27 pilotos que disputarão a temporada completa, inscreveram-se para a corrida outros 7 pilotos que participarão apenas das 500 Milhas: Marco Andretti, Ryan Hunter-Reay, Jack Harvey, Hélio Castroneves, Takuma Sato, Ed Carpenter e Kyle Larson, que tentava novamente fazer o "Double Duty" (Indy 500 e 600 Milhas de Charlotte, pela NASCAR Cup Series) - em 2024, o atraso provocado pela chuva que atingiu a região do Indianapolis Motor Speedway ameaçou sua participação, mas ele decidiu priorizar as 500 Milhas. Substituído por Justin Allgaier na primeira parte das 600 Milhas, Larson chegou a assumir a vaga durante a interrupção pela bandeira vermelha, mas não entrou na pista devido às condições desfavoráveis. Tony Kanaan, atual chefe de equipe da Arrow McLaren e afastado das pistas desde 2023, esteve próximo de substituir Larson em qualquer eventualidade, uma vez que o norte-americano decidiu priorizar a NASCAR.

## Treino classificatório
| Pos.                      | No.                       | Piloto                    | Equipe                                                        | Motor                     | Vel.                      | Vel.                      |
| 12 melhores classificados | 12 melhores classificados | 12 melhores classificados | 12 melhores classificados                                     | 12 melhores classificados | 12 melhores classificados | 12 melhores classificados |
| ------------------------- | ------------------------- | ------------------------- | ------------------------------------------------------------- | ------------------------- | ------------------------- | ------------------------- |
| 1                         | 10                        | Álex Palou                | Chip Ganassi Racing                                           | Honda                     | 233,043                   | 375,046                   |
| 2                         | 3                         | Scott McLaughlin          | Team Penske                                                   | Chevrolet                 | 233,013                   | 374,998                   |
| 3                         | 2                         | Josef Newgarden W         | Team Penske                                                   | Chevrolet                 | 233,004                   | 374,984                   |
| 4                         | 4                         | Patricio O'Ward           | Arrow McLaren                                                 | Chevrolet                 | 232,820                   | 374,687                   |
| 5                         | 9                         | Scott Dixon W             | Chip Ganassi Racing                                           | Honda                     | 232,659                   | 374,428                   |
| 6                         | 83                        | Robert Shwartzman R       | Prema Racing                                                  | Chevrolet                 | 232,584                   | 374,308                   |
| 7                         | 4                         | David Malukas             | A. J. Foyt Racing                                             | Chevrolet                 | 232,546                   | 374,247                   |
| 8                         | 60                        | Felix Rosenqvist          | Meyer Shank Racing                                            | Honda                     | 232,449                   | 374,090                   |
| 9                         | 75                        | Takuma Sato W             | Rahal Letterman Lanigan Racing                                | Honda                     | 232,415                   | 374,036                   |
| 10                        | 12                        | Will Power W              | Team Penske                                                   | Chevrolet                 | 232,144                   | 373,600                   |
| 11                        | 28                        | Marcus Ericsson W         | Andretti Global                                               | Honda                     | 232,132                   | 373,580                   |
| 12                        | 7                         | Christian Lundgaard       | Arrow McLaren                                                 | Chevrolet                 | 231,809                   | 373,060                   |
| Posições 13–30            |                           |                           |                                                               |                           |                           |                           |
| 13                        | 76                        | Conor Daly                | Juncos Hollinger Racing                                       | Chevrolet                 | 231,725                   | 372,925                   |
| 14                        | 20                        | Alexander Rossi W         | Ed Carpenter Racing                                           | Chevrolet                 | 231,701                   | 372,887                   |
| 15                        | 8                         | Kyffin Simpson            | Chip Ganassi Racing                                           | Honda                     | 231,641                   | 372,790                   |
| 16                        | 33                        | Ed Carpenter              | Ed Carpenter Racing                                           | Chevrolet                 | 231,633                   | 372,777                   |
| 17                        | 14                        | Santino Ferrucci          | [A. J. Foyt Racing                                            | Chevrolet                 | 231,593                   | 372,713                   |
| 18                        | 30                        | Devlin DeFrancesco        | Rahal Letterman Lanigan Racing                                | Honda                     | 231,575                   | 372,684                   |
| 19                        | 77                        | Sting Ray Robb            | Juncos Hollinger Racing                                       | Chevrolet                 | 231,461                   | 372,500                   |
| 20                        | 21                        | Christian Rasmussen       | Ed Carpenter Racing                                           | Chevrolet                 | 231,438                   | 372,463                   |
| 21                        | 17                        | Kyle Larson               | Arrow McLaren w/ Rick Hendrick                                | Chevrolet                 | 231,326                   | 372,283                   |
| 22                        | 45                        | Louis Foster R            | Rahal Letterman Lanigan Racing                                | Honda                     | 231,058                   | 371,852                   |
| 23                        | 90                        | Callum Ilott              | Prema Racing                                                  | Chevrolet                 | 230,993                   | 371,747                   |
| 24                        | 06                        | Hélio Castroneves W       | Meyer Shank Racing                                            | Honda                     | 230,978                   | 371,723                   |
| 25                        | 27                        | Kyle Kirkwood             | Andretti Global                                               | Honda                     | 230,917                   | 371,625                   |
| 26                        | 6                         | Nolan Siegel R            | Arrow McLaren                                                 | Chevrolet                 | 230,571                   | 371,068                   |
| 27                        | 23                        | Ryan Hunter-Reay W        | Dreyer & Reinbold Racing w/ Cusick Motorsports                | Chevrolet                 | 230,363                   | 370,733                   |
| 28                        | 24                        | Jack Harvey               | Dreyer & Reinbold Racing w/ Cusick Motorsports                | Chevrolet                 | 230,348                   | 370,709                   |
| 29                        | 26                        | Colton Herta              | Andretti Global                                               | Honda                     | 230,192                   | 370,458                   |
| 30                        | 15                        | Graham Rahal              | Rahal Letterman Lanigan Racing                                | Honda                     | 229,863                   | 369,929                   |
| Bump Day                  |                           |                           |                                                               |                           |                           |                           |
| 31                        | 98                        | Marco Andretti            | Andretti-Herta Autosport w/ Marco Andretti and Curb-Agajanian | Honda                     | 229,859                   | 369,922                   |
| 32                        | 18                        | Rinus VeeKay              | Dale Coyne Racing                                             | Honda                     | 229,519                   | 369,375                   |
| 33                        | 51                        | Jacob Abel R              | Dale Coyne Racing                                             | Honda                     | 226,859                   | 365,094                   |
| 34                        | 66                        | Marcus Armstrong          | Meyer Shank Racing                                            | Honda                     | Sem tempo                 | Sem tempo                 |
| Official Report           |                           |                           |                                                               |                           |                           |                           |

#### Treino classificatório do Top 12
| Pos.                          | No.                           | Piloto                        | Equipe                         | Motor                         | Vel.                          | Vel.                          |
| Classificados para o Fast Six | Classificados para o Fast Six | Classificados para o Fast Six | Classificados para o Fast Six  | Classificados para o Fast Six | Classificados para o Fast Six | Classificados para o Fast Six |
| ----------------------------- | ----------------------------- | ----------------------------- | ------------------------------ | ----------------------------- | ----------------------------- | ----------------------------- |
| 1                             | 60                            | Felix Rosenqvist              | Meyer Shank Racing             | Honda                         | 232,523                       | 374,209                       |
| 2                             | 5                             | Patricio O'Ward               | Arrow McLaren                  | Chevrolet                     | 232,186                       | 373,667                       |
| 3                             | 83                            | Robert Shwartzman R           | Prema Racing                   | Chevrolet                     | 232,008                       | 373,381                       |
| 4                             | 9                             | Scott Dixon W                 | Chip Ganassi Racing            | Honda                         | 231,971                       | 373,321                       |
| 5                             | 10                            | Álex Palou                    | Chip Ganassi Racing            | Honda                         | 231,800                       | 373,046                       |
| 6                             | 75                            | Takuma Sato W                 | Rahal Letterman Lanigan Racing | Honda                         | 231,686                       | 372,862                       |
| Posições 7–12                 |                               |                               |                                |                               |                               |                               |
| 7                             | 4                             | David Malukas                 | A. J. Foyt Racing              | Chevrolet                     | 231,599                       | 372,722                       |
| 8                             | 7                             | Christian Lundgaard           | Arrow McLaren                  | Chevrolet                     | 231,360                       | 372,338                       |
| 9                             | 28                            | Marcus Ericsson W             | Andretti Global                | Honda                         | 231,014                       | 371,781                       |
| 10                            | 3                             | Scott McLaughlin              | Team Penske                    | Chevrolet                     | Sem tempo                     | Sem tempo                     |
| 11                            | 3                             | Josef Newgarden W             | Team Penske                    | Chevrolet                     | Sem tempo                     | Sem tempo                     |
| 12                            | 3                             | Will Power W                  | Team Penske                    | Chevrolet                     | Sem tempo                     | Sem tempo                     |
| Official Report               |                               |                               |                                |                               |                               |                               |

#### Bump Day
4 pilotos participaram do Bump Day: Marco Andretti, Rinus VeeKay, Marcus Armstrong e Jacob Abel. O neozelandês da Meyer Shank Racing foi o primeiro a entrar na pista e marcou 2min37s142 (média de 229.091 mph), enquanto o piloto da Andretti Global fez 2min36s697 (média de 229.741 mph). Abel foi o terceiro a marcar tempo (2min38s512), sendo superado por VeeKay, seu companheiro de equipe na Dale Coyne Racing, que anotou 2min38s075 e herdou, até então, a última vaga no grid.
Faltando 8 minutos para o final do Bump Day, o neerlandês decidiu anular sua tentativa anterior e fez 2min38s651, um tempo maior do que o anterior, aguardando a entrada de Abel na pista. O novato fez 2min39s014 e terminou sendo eliminado do grid com a pior média (226.394 mph).
| Pos.             | No.            | Piloto           | Equipe                                                        | Motor          | Vel.           | Vel.           |
| Posições 31–33   | Posições 31–33 | Posições 31–33   | Posições 31–33                                                | Posições 31–33 | Posições 31–33 | Posições 31–33 |
| ---------------- | -------------- | ---------------- | ------------------------------------------------------------- | -------------- | -------------- | -------------- |
| 31               | 98             | Marco Andretti   | Andretti-Herta Autosport w/ Marco Andretti and Curb-Agajanian | Honda          | 229,741        | 369,732        |
| 32               | 66             | Marcus Armstrong | Meyer Shank Racing                                            | Honda          | 229,091        | 368,686        |
| 33               | 18             | Rinus VeeKay     | Dale Coyne Racing                                             | Honda          | 226,913        | 365,181        |
| Não-classificado |                |                  |                                                               |                |                |                |
| 34               | 51             | Jacob Abel R     | Dale Coyne Racing                                             | Honda          | 226,394        | 364,346        |
| Official Report  |                |                  |                                                               |                |                |                |

#### Fast Six
| Pos.         | No.          | Piloto              | Equipe                         | Motor        | Vel.         | Vel.         |
| Posições 1–6 | Posições 1–6 | Posições 1–6        | Posições 1–6                   | Posições 1–6 | Posições 1–6 | Posições 1–6 |
| ------------ | ------------ | ------------------- | ------------------------------ | ------------ | ------------ | ------------ |
| 1            | 83           | Robert Shwartzman R | Prema Racing                   | Chevrolet    | 232,790      | 374,639      |
| 2            | 75           | Takuma Sato W       | Rahal Letterman Lanigan Racing | Honda        | 232,478      | 374,137      |
| 3            | 5            | Patricio O'Ward     | Arrow McLaren                  | Chevrolet    | 232,098      | 373,526      |
| 4            | 9            | Scott Dixon W       | Chip Ganassi Racing            | Honda        | 232,052      | 373,451      |
| 5            | 60           | Felix Rosenqvist    | Meyer Shank Racing             | Honda        | 231,987      | 373,347      |
| 6            | 10           | Álex Palou          | Chip Ganassi Racing            | Honda        | 231,378      | 372,367      |
|              |              |                     |                                |              |              |              |

## Grid de largada
| Fila | Abre a fila | Abre a fila         | Meio da fila | Meio da fila        | Fecha a fila | Fecha a fila        |
| ---- | ----------- | ------------------- | ------------ | ------------------- | ------------ | ------------------- |
| 1    | 83          | Robert Shwartzman R | 75           | Takuma Sato W       | 5            | Patricio O'Ward     |
| 2    | 9           | Scott Dixon W       | 60           | Felix Rosenqvist    | 10           | Álex Palou          |
| 3    | 4           | David Malukas       | 7            | Christian Lundgaard | 28           | Marcus Ericsson W   |
| 4    | 3           | Scott McLaughlin    | 76           | Conor Daly          | 20           | Alexander Rossi W   |
| 5    | 8           | Kyffin Simpson      | 33           | Ed Carpenter        | 14           | Santino Ferrucci    |
| 6    | 30          | Devlin DeFrancesco  | 77           | Sting Ray Robb      | 21           | Christian Rasmussen |
| 7    | 17          | Kyle Larson         | 45           | Louis Foster R      | 90           | Callum Ilott        |
| 8    | 06          | Hélio Castroneves W | 27           | Kyle Kirkwood       | 6            | Nolan Siegel R      |
| 9    | 23          | Ryan Hunter-Reay W  | 24           | Jack Harvey         | 26           | Colton Herta        |
| 10   | 15          | Graham Rahal        | 98           | Marco Andretti      | 66           | Marcus Armstrong    |
| 11   | 18          | Rinus VeeKay        | 2            | Josef Newgarden W   | 12           | Will Power W        |

Não se classificou
| No. | Piloto       | Equipe            | Motivo da não-classificação                             |
| --- | ------------ | ----------------- | ------------------------------------------------------- |
| 18  | Jacob Abel R | Dale Coyne Racing | Eliminado, teve a menor média de velocidade do Bump Day |

## Resultado oficial
| Pos.               | Nº | Piloto              | Equipe                                                        | Chassi        | Motor             | Voltas | Tempo/Abandono    | Pit Stops | Classificação | Pts. |
| ------------------ | -- | ------------------- | ------------------------------------------------------------- | ------------- | ----------------- | ------ | ----------------- | --------- | ------------- | ---- |
| 1                  | 10 | Alex Palou          | Chip Ganassi Racing                                           | Dallara UAK18 | Honda             | 200    | 02:57:38.2965     | 5         | 6             | 58   |
| 2                  | 4  | David Malukas       | A. J. Foyt Racing                                             | Dallara UAK18 | Chevrolet Indy V6 | 200    | +1.1426           | 5         | 7             | 47   |
| 3                  | 5  | Patricio O'Ward     | Arrow McLaren                                                 | Dallara UAK18 | Chevrolet Indy V6 | 200    | +2.1327           | 5         | 3             | 46   |
| 4                  | 60 | Felix Rosenqvist    | Meyer Shank Racing                                            | Dallara UAK18 | Honda             | 200    | +2.9464           | 5         | 5             | 40   |
| 5                  | 14 | Santino Ferrucci    | A. J. Foyt Racing                                             | Dallara UAK18 | Chevrolet Indy V6 | 200    | +4.9902           | 5         | 15            | 30   |
| 6                  | 21 | Christian Rasmussen | Ed Carpenter Racing                                           | Dallara UAK18 | Chevrolet Indy V6 | 200    | +6.0274           | 5         | 18            | 29   |
| 7                  | 7  | Christian Lundgaard | Arrow McLaren                                                 | Dallara UAK18 | Chevrolet Indy V6 | 200    | +9.2592           | 6         | 8             | 31   |
| 8                  | 76 | Conor Daly          | Juncos Hollinger Racing                                       | Dallara UAK18 | Chevrolet Indy V6 | 200    | +13.3125          | 5         | 11            | 25   |
| 9                  | 75 | Takuma Sato W       | Rahal Letterman Lanigan Racing                                | Dallara UAK18 | Honda             | 200    | +16.9157          | 5         | 2             | 36   |
| 10                 | 06 | Hélio Castroneves W | Meyer Shank Racing                                            | Dallara UAK18 | Honda             | 200    | +59.6118          | 5         | 22            | 20   |
| 11                 | 30 | Devlin DeFrancesco  | Rahal Letterman Lanigan Racing                                | Dallara UAK18 | Honda             | 200    | +62.1039          | 5         | 16            | 20   |
| 12                 | 45 | Louis Foster R      | Rahal Letterman Lanigan Racing                                | Dallara UAK18 | Honda             | 200    | +63.0004          | 5         | 20            | 18   |
| 13                 | 6  | Nolan Siegel R      | Arrow McLaren                                                 | Dallara UAK18 | Chevrolet Indy V6 | 199    | Batida            | 5         | 24            | 17   |
| 14                 | 26 | Colton Herta        | Andretti Global                                               | Dallara UAK18 | Honda             | 199    | -1 volta          | 5         | 27            | 16   |
| 15                 | 33 | Ed Carpenter        | Ed Carpenter Racing                                           | Dallara UAK18 | Chevrolet Indy V6 | 199    | -1 volta          | 5         | 14            | 16   |
| 16                 | 12 | Will Power W        | Team Penske                                                   | Dallara UAK18 | Chevrolet Indy V6 | 199    | -1 volta          | 6         | 33            | 14   |
| 17                 | 15 | Graham Rahal        | Rahal Letterman Lanigan Racing                                | Dallara UAK18 | Honda             | 199    | -1 volta          | 6         | 28            | 13   |
| 18                 | 66 | Marcus Armstrong    | Meyer Shank Racing                                            | Dallara UAK18 | Honda             | 198    | -2 voltas         | 5         | 30            | 12   |
| 19                 | 24 | Jack Harvey         | Dreyer & Reinbold Racing with Cusick Motorsports              | Dallara UAK18 | Chevrolet Indy V6 | 198    | -2 voltas         | 5         | 26            | 12   |
| 20                 | 9  | Scott Dixon         | Chip Ganassi Racing                                           | Dallara UAK18 | Honda             | 197    | -3 voltas         | 6         | 4             | 19   |
| 21                 | 23 | Ryan Hunter-Reay W  | Dreyer & Reinbold Racing with Cusick Motorsports              | Dallara UAK18 | Chevrolet Indy V6 | 172    | Problema mecânico | 6         | 25            | 10   |
| 22                 | 2  | Josef Newgarden W   | Team Penske                                                   | Dallara UAK18 | Chevrolet Indy V6 | 135    | Problema mecânico | 6         | 32            | 8    |
| 23                 | 77 | Sting Ray Robb      | Juncos Hollinger Racing                                       | Dallara UAK18 | Chevrolet Indy V6 | 91     | Batida            | 3         | 17            | 7    |
| 24                 | 17 | Kyle Larson         | Arrow McLaren with Rick Hendrick                              | Dallara UAK18 | Chevrolet Indy V6 | 91     | Batida            | 3         | 19            | 6    |
| 25                 | 8  | Kyffin Simpson      | Chip Ganassi Racing                                           | Dallara UAK18 | Honda             | 91     | Batida            | 3         | 13            | 5    |
| 26                 | 83 | Robert Shwartzman R | Prema Racing                                                  | Dallara UAK18 | Chevrolet Indy V6 | 87     | Batida nos boxes  | 2         | 1             | 18   |
| 27                 | 18 | Rinus VeeKay        | Dale Coyne Racing                                             | Dallara UAK18 | Honda             | 81     | Batida nos boxes  | 2         | 31            | 5    |
| 28                 | 20 | Alexander Rossi W   | ECR                                                           | Dallara UAK18 | Chevrolet Indy V6 | 73     | Problema mecânico | 1         | 12            | 6    |
| 29                 | 98 | Marco Andretti      | Andretti-Herta Autosport w/ Marco Andretti and Curb-Agajanian | Dallara UAK18 | Honda             | 4      | Batida            | 0         | 29            | 5    |
| 30                 | 3  | Scott McLaughlin    | Team Penske                                                   | Dallara UAK18 | Chevrolet Indy V6 | 0      | Batida            | 0         | 10            | 8    |
| 31                 | 28 | Marcus Ericsson W   | Andretti Global                                               | Dallara UAK18 | Honda             | 200    | [ nota 4 ]        | 5         | 9             | 9    |
| 32                 | 27 | Kyle Kirkwood       | Andretti Global                                               | Dallara UAK18 | Honda             | 200    | [ nota 5 ]        | 5         | 23            | 5    |
| 33                 | 90 | Callum Ilott        | Prema Racing                                                  | Dallara UAK18 | Chevrolet Indy V6 | 200    | [ nota 6 ]        | 5         | 21            | 5    |
| Official Box Score |    |                     |                                                               |               |                   |        |                   |           |               |      |

### Estatísticas da corrida
| Voltas lideradas | Voltas lideradas    |
| Voltas           | Líder               |
| ---------------- | ------------------- |
| 1–8              | Robert Shwartzman   |
| 9–10             | Patricio O'Ward     |
| 11–23            | Takuma Sato         |
| 24–29            | Alexander Rossi     |
| 30–32            | Christian Rasmussen |
| 33–36            | Alexander Rossi     |
| 37–38            | Christian Rasmussen |
| 39–42            | Alexander Rossi     |
| 43               | Ed Carpenter        |
| 44–46            | Jack Harvey         |
| 47–60            | Takuma Sato         |
| 61–62            | Kyle Kirkwood       |
| 63–86            | Takuma Sato         |
| 87–102           | Ryan Hunter-Reay    |
| 103–119          | Devlin DeFrancesco  |
| 120–132          | Conor Daly          |
| 133              | David Malukas       |
| 134–139          | Ryan Hunter-Reay    |
| 140–142          | Christian Rasmussen |
| 143–168          | Ryan Hunter-Reay    |
| 169              | David Malukas       |
| 170–186          | Marcus Ericsson     |
| 187–200          | Álex Palou          |

| Total de voltas lideradas | Total de voltas lideradas |
| Piloto                    | Voltas                    |
| ------------------------- | ------------------------- |
| Takuma Sato               | 51                        |
| Ryan Hunter-Reay          | 48                        |
| Marcus Ericsson           | 17                        |
| Devlin DeFrancesco        | 17                        |
| Álex Palou                | 14                        |
| Alexander Rossi           | 14                        |
| Conor Daly                | 13                        |
| Christian Rasmussen       | 8                         |
| Robert Shwartzman         | 8                         |
| Jack Harvey               | 3                         |
| David Malukas             | 2                         |
| Patricio O'Ward           | 2                         |
| Kyle Kirkwood             | 2                         |
| Ed Carpenter              | 1                         |

| Bandeiras amarelas: 7 para 45 voltas | Bandeiras amarelas: 7 para 45 voltas                                |
| Voltas                               | Motivo                                                              |
| ------------------------------------ | ------------------------------------------------------------------- |
| 1–3                                  | Batida de Scott McLaughlin durante a volta de apresentação          |
| 5–8                                  | Acidente de Marco Andretti na curva 1                               |
| 19–29                                | Condições da pista                                                  |
| 82–90                                | Batida de Rinus VeeKay na entrada dos boxes                         |
| 92–105                               | Acidente de Kyle Larson, Sting Ray Robb e Kyffin Simpson na curva 2 |
| 106–108                              | Rodada de Christian Rasmussen                                       |
| 200                                  | Acidente de Nolan Siegel na curva 2                                 |